# Abdication
Pour le film, voir The Abdication.

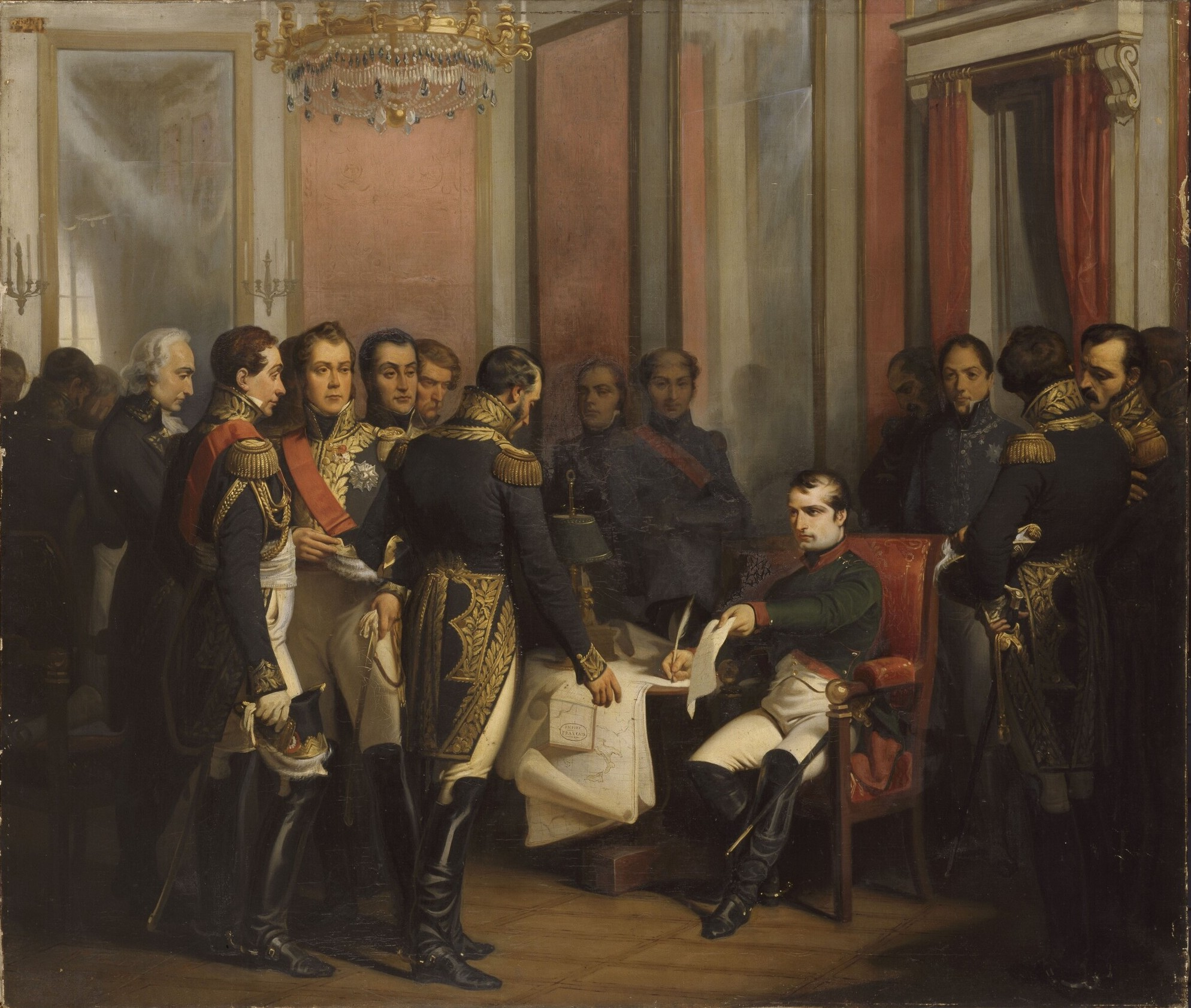
Napoléon Ier signe son abdication avec le traité de Fontainebleau (1814), peint par François Bouchot (1843).

L’abdication est l'acte selon lequel une personne renonce et cède d'elle-même sa fonction avant l'expiration du temps correspondant à l'exercice de celle-ci. Dans le droit romain, on appliquait le terme spécialement pour dépourvoir un membre d'une famille, comme déshériter un enfant. Aujourd'hui, ce mot s'utilise rarement sauf dans le sens de renoncer au pouvoir suprême d'un État. Un terme similaire pour un élu ou un fonctionnaire serait renonciation ; pour un salarié une démission.

## Étymologie
La substantif féminin,, « abdication » (prononcé [abdikasjɔ̃]  en français standard) est un emprunt, au latin abdicatio, substantif féminin dérivé de abdicatum, supin de abdicare, verbe composé de préfixe ab traduisant l'éloignement, la séparation ou l'achèvement et de dicare, « proclamer solennellement qu'une chose sera »).

## Abdications dans l'Antiquité
Parmi les abdications les plus mémorables de l'Antiquité, on peut mentionner celle de Sylla le dictateur en 79 av. J.-C., et celle de l'empereur Dioclétien en 305.

## La Couronne britannique
L'abdication la plus connue de l'histoire récente est probablement celle du roi Édouard VIII du Royaume-Uni en 1936, qui abdiqua du trône britannique pour pouvoir se marier avec la divorcée Wallis Simpson, malgré les objections de l'establishment britannique, des gouvernements du Commonwealth, de la famille royale et de l'Église d'Angleterre (voir la crise d'abdication d'Édouard VIII). Ce fut aussi la première fois dans l'Histoire que l'on renonçait à la couronne britannique de façon entièrement [réf. nécessaire] volontaire. Richard II d'Angleterre, par exemple, fut forcé d'abdiquer après qu'il fut dépouillé du trône par son cousin, Henri Bolingbroke, en 1399, pendant que Richard se trouvait hors du pays.
Quand Jacques II d'Angleterre, après avoir lancé le grand sceau du Royaume dans la Tamise, fuit en France en 1688, il ne renonça pas formellement à la Couronne, et l'on discuta au Parlement la question de savoir s'il avait perdu son droit au trône ou s'il avait abdiqué. On s'accorda sur cette dernière version, car une assemblée générale des Lords et des Communes accorda « que le roi Jacques II s'étant efforcé de révoquer la constitution du royaume, en brisant le contrat originel entre le roi et le peuple, et, conseillé par les jésuites et d'autres personnes corrompues, ayant violé les lois fondamentales, et s'étant lui-même retiré hors du royaume, il a abdiqué du gouvernement et que le trône est vacant ». Le parlement écossais prononça un décret de forfaiture et déposition.
Étant donné que le titre de la Couronne dépend d'un statut, en particulier l'Acte d'établissement, une abdication royale ne peut s'effectuer que par une loi du Parlement. Pour donner un effet légal à l'abdication du roi Édouard VIII du Royaume-Uni, on dicta His Majesty's Declaration of Abdication Act 1936.

## Abdications modernes

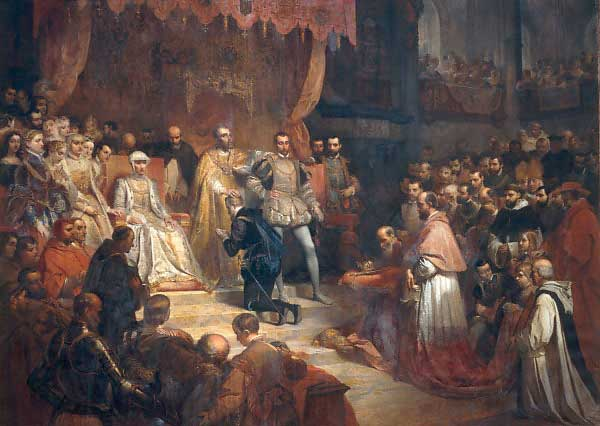
L'abdication de Charles Quint par Louis Gallait (1841).

Historiquement, lorsqu'un monarque abdiquait, on percevait cela comme un abandon profond et choquant du devoir royal. En conséquence, les abdications avaient normalement lieu sous les circonstances de tumulte politique et de violences extrêmes (comme sous Charles X en France, sous Constantin Ier en Grèce ou sous Léopold III en Belgique).
Cependant, ceci a totalement changé pour un petit nombre de pays : les monarques des Pays-Bas, du Luxembourg, de Belgique, d'Espagne ou du Cambodge ont abdiqué en raison de leur âge avancé.
Au Liechtenstein, le prince Hans-Adam II, et avant lui son père, Franz-Joseph II, ont désigné leurs fils aînés régents, dans un acte qui équivaut à une abdication de fait, sinon de droit.

## Liste
Ceci est une liste d'abdications importantes :
| Sylla                                                              | -79                                         |
| Dioclétien                                                         | 305                                         |
| Isaac Ier Comnène                                                  | 1059                                        |
| Huizong, empereur chinois de la dynastie Song                      | 18 janvier 1126                             |
| Étienne II de Hongrie                                              | 1131                                        |
| Albert Ier de Brandebourg                                          | 1169                                        |
| Ladislas III de Pologne                                            | 1206                                        |
| Jean d'Écosse                                                      | 1296                                        |
| Jean VI Cantacuzène, empereur d'Orient                             | 1355                                        |
| Richard II                                                         | 29 septembre 1399                           |
| Éric VII de Danemark                                               | 1439                                        |
| Amédée VIII de Savoie                                              | 1440                                        |
| Murad II, sultan ottoman                                           | 1444 et 1445                                |
| Charles Quint                                                      | 1555-1556                                   |
| Christine de Suède                                                 | 6 juin 1654                                 |
| Marie Ire d'Écosse                                                 | 24 juillet 1567                             |
| Jean II de Pologne                                                 | 1668                                        |
| Jacques II d'Angleterre                                            | 1688                                        |
| Auguste II de Pologne                                              | 1706                                        |
| Philippe V d'Espagne                                               | 1724                                        |
| Victor-Amédée de Sardaigne                                         | 1730                                        |
| Ahmed III, sultan ottoman                                          | 1730                                        |
| Charles de Naples (en accédant au trône d'Espagne)                 | 1759                                        |
| Stanislas II de Pologne                                            | 1795                                        |
| Qianlong, empereur chinois de la dynastie Qing                     | 9 février 1796                              |
| Charles-Emmanuel IV de Sardaigne                                   | 4 juin 1802                                 |
| Charles IV d'Espagne                                               | 19 mars 1808                                |
| Joseph Bonaparte de Naples                                         | 6 juin 1808                                 |
| Gustave IV de Suède                                                | 29 mars 1809                                |
| Louis Bonaparte de Hollande                                        | 2 juillet 1810                              |
| Napoléon Ier                                                       | 4 avril 1814 et 22 juin 1815                |
| Victor-Emmanuel Ier de Sardaigne                                   | 13 mars 1821                                |
| Pierre IV de Portugal                                              | 28 mai 1826                                 |
| Charles X de France                                                | 2 août 1830                                 |
| Louis "XIX" de France                                              | 2 août 1830                                 |
| Pierre Ier du Brésil                                               | 7 avril 1831                                |
| Michel Ier de Portugal                                             | 26 mai 1834                                 |
| Guillaume Ier des Pays-Bas                                         | 7 octobre 1840                              |
| Louis-Philippe Ier                                                 | 24 février 1848                             |
| Louis Ier de Bavière                                               | 21 mars 1848                                |
| Ferdinand Ier d'Autriche                                           | 2 décembre 1848                             |
| Charles-Albert de Sardaigne                                        | 23 mars 1849                                |
| Léopold II de Toscane                                              | 21 juillet 1859                             |
| Isabelle II d'Espagne                                              | 25 juin 1870                                |
| Amédée Ier d'Espagne                                               | 11 février 1873                             |
| Alexandre Ier de Bulgarie                                          | 7 septembre 1886                            |
| Milan Ier de Serbie                                                | 6 mars 1889                                 |
| Puyi, dernier empereur de Chine                                    | 12 février 1912 (abolition de la monarchie) |
| Nicolas II de Russie                                               | 15 mars 1917 (abolition de la monarchie)    |
| Guillaume II d'Allemagne                                           | 9 novembre 1918 (abolition de la monarchie) |
| Marie-Adélaïde de Luxembourg                                       | 15 janvier 1919                             |
| Rama VII de Siam                                                   | 2 mars 1935                                 |
| Édouard VIII du Royaume-Uni                                        | 11 décembre 1936                            |
| Charles II de Roumanie                                             | 6 septembre 1940                            |
| Victor-Emmanuel III d'Italie                                       | 9 mai 1946                                  |
| Wilhelmine des Pays-Bas                                            | 4 septembre 1948                            |
| Léopold III de Belgique                                            | 16 juillet 1951                             |
| Farouk Ier d'Égypte                                                | 26 juillet 1952                             |
| Fouad II d'Égypte                                                  | 18 juin 1953 (abolition de la monarchie)    |
| Charlotte de Luxembourg                                            | 12 novembre 1964                            |
| Omar Ali Saifuddien III de Brunei                                  | 4 octobre 1967                              |
| Juliana des Pays-Bas                                               | 30 avril 1980                               |
| Jean de Luxembourg                                                 | 7 octobre 2000                              |
| Norodom Sihanouk de Cambodge                                       | 7 octobre 2004                              |
| Jigme Singye Wangchuck du Bhoutan                                  | 14 décembre 2006                            |
| Benoît XVI (s'agissant d'un pape, on parle plutôt de renonciation) | 28 février 2013                             |
| Beatrix des Pays-Bas                                               | 30 avril 2013                               |
| Hamad ben Khalifa Al Thani                                         | 25 juin 2013                                |
| Albert II de Belgique                                              | 21 juillet 2013                             |
| Juan Carlos Ier d'Espagne                                          | 18 juin 2014                                |
| Muhammad Faris Petra                                               | 7 janvier 2019                              |
| Akihito du Japon                                                   | 30 avril 2019                               |
| Margrethe II de Danemark                                           | 14 janvier 2024                             |